# Вердигрис (Оклахома)
Вердигрис (енгл. Verdigris) град је у америчкој савезној држави Оклахома.

## Демографија
По попису из 2010. године број становника је 3.993.
| Група             | 2000.    | 2010.         |
| Белци             | 0 (0,0%) | 3.028 (75,8%) |
| Афроамериканци    | 0 (0,0%) | 17 (0,4%)     |
| Азијати           | 0 (0,0%) | 22 (0,6%)     |
| Хиспаноамериканци | 0 (0,0%) | 157 (3,9%)    |
| Укупно            | 0        | 3.993         |